# Тяньцзиньский университет иностранных языков
Тяньцзиньский университет иностранных языков (кит. трад. 天津外国语大学, пиньинь Tiānjīn wàiguóyǔ dàxué) муниципальный государственный университет иностранных языков в Тяньцзине (Китай), финансируется муниципальным народным правительством Тяньцзиня.
Университет предлагает языковые и культурные программы китайским и иностранным студентам разного уровня подготовки. 

## История
Университет был основан в 1964 году как как Тяньцзиньская профессиональная школа иностранных языков. 
В 1974 году школа была преобразована Тяньцзиньский колледж иностранных языков был создан путем слияния Тяньцзиньской школы иностранных языков, японского отделения Тяньцзиньского педагогического колледжа, а также отделения иностранных языков и китайского отделений Хэбэйского университета. 
В 1981 году школа получила аккредитацию на выдачу степеней магистра. В 2010 году школа была переименована в Тяньцзиньский университет иностранных языков. 

## Расположение
Главный кампус и кампус Биньхай занимают территорию в 1500 мю (около 1 кв.км.) с общей площадью помещений примерно в 200 000 кв.м. Большинство зданий построены в классическом и элегантном западноевропейском стиле.

## Образовательные программы
Университет предлагает 30 программ по более чем 20 специальностям, а именно: английский, японский, корейский, немецкий, французский, испанский, русский, арабский, итальянский, португальский, китайский язык и культура, журналистика, мировая экономика и торговля, юриспруденция, финансовое дело, педагогика, информационное управление и информационные системы.
Также университет предлагает обучение с получением диплома студентам разного уровня подготовки. В университете есть аспирантура, школа синологии, отделение повышения квалификации, институт переводоведения, институт сравнительного изучения культур Китая и других стран, центр продвинутых образовательных технологий и дочерняя средняя школа с изучением иностранных языков.